# Воскресение (группа)
«Воскресе́ние» — советская и российская рок-группа. Существует с 1979 года с перерывом в 1982—1994 годах. Лидер — Алексей Романов (1979—1982, 1994 — настоящее время), Константин Никольский (1980—1982). Стиль — рок, с элементами блюза, психоделического рока, арт-рока, а также кантри и рок-н-ролла.

## История

### «Воскресение» в 1979—1982 гг.
Весной 1979 года барабанщик «Машины времени» Сергей Кавагоэ покинул группу. Он и его бывший напарник по группе, басист Евгений Маргулис, решили создать собственную группу: 

Расход «машинистов» 79-го года до сих пор не понятен. Я не присутствовал рядом с ними в тот момент, поскольку заканчивал институт, где проучился десять лет, и затем сразу отправился в военные лагеря. Когда вернулся, в мае, ко мне неожиданно явились Кава с Женей и сказали: «Нет ли у тебя песен каких-нибудь? Давай, группу сделаем. Мы ушли из „Машины“». Ну, давайте, раз так, почему нет? Только у нас же, говорю, ни базы, ни инструментов. Правда, у меня дома есть пианино и двенадцатиструнная гитара. Приходите, придумаем какие-нибудь аранжировки. А у Кавы, видимо, уже созрела стратегия: сделать то же самое, что когда-то сделала «Машина»: записать более-менее качественно десяток вещей и на бобинах разбросать по всей стране, по студиям звукозаписи. Японцем, как мне кажется, всегда двигало честолюбие. — Алексей Романов. Комментарий для книги «Затяжной поворот»
 Автором песен стал Алексей Романов, лидер группы «Кузнецкий мост». На оставшуюся вакансию — соло-гитариста — позвали давнишнего друга Романова Алексея Макаревича. Так родился новый рок-коллектив — группа «Воскресение».
«Дома, на коленях» за месяц они «сделали» десять песен. Записать их было решено в учебной студии ГИТИСа, где оператором работал бывший участник «Машины» Александр Кутиков. В записи участвовали также клавишник «Машины» Пётр Подгородецкий и  гитарист и вокалист Андрей Сапунов из ВИА Стаса Намина «Цветы». На записи Кавагоэ «сел за клавиши» и прописал партию синтезатора. После знакомства с Андреем Сапуновым в репертуар «Воскресения» вошли песни Константина Никольского, знакомого Андрея Сапунова. Половина песен не была собственно «воскресенскими», так «Снежная баба» и «Кто виноват?» входили в репертуар «Кузнецкого моста», «Есть у меня» — из «Машины времени», того периода, когда там пел Романов.
Группа, чьи песни транслировало радио «Moscow World Service» (вещавшего на запад в преддверии московской Олимпиады), вскоре стала бешено популярной, суперхитом становится песня «Кто виноват?», которая в списке популярных песен «МК», обойдя знаменитый «Поворот» заняла пятое место, в 1999 году занявшая 9-е место в списке 100 лучших песен русского рока в XX веке по версии радиостанции «Наше радио». Кроме того, популярностью пользовались песни «Снежная баба» и «Сон».
В сентябре Маргулис уходит из группы. За бас-гитару взялся Сапунов. 
В ноябре состоялись первые концерты группы.
В январе в группу вернулся Маргулис, и появились ещё два участника — трубач Сергей Кузьминок и саксофонист Павел Смеян. Коллектив продолжал выступать, появились новые песни, первый и второй альбомы разошлись мгновенно, но на фоне внешнего благополучия в составе назревал конфликт. Участники группы сочли, что Алексей Макаревич — соло-гитарист — не очень умело играл свои партии. Было принято решение поменять его. Взяли Алика Микояна, бывшего участника «Машины».
В сентябре «Воскресения» не стало — Маргулис ушёл в «Аракс», Кавагоэ и Макаревич оставили музыку. В группе остался только Романов.

 Тогда, в далеком восьмидесятом, я вдруг обратил внимание на то, что на концертах менялись только залы и наше настроение, в остальном все было похоже на дурацкий сон, публика та же, поклонники вместе с нами перетекали с одного сейшена на другой, и это не могло не достать меня, тем более, что непрофессионализм Лешки Макаревича давал себя знать, да и Кава своими глупыми придирками довершал унылость репетиций.
Мы с Сапуном пускались в дикие загулы, Ромаха делал то же самое; иногда мы шли в наш подвал, чтобы посмотреть очередного гитариста, расстроиться и обратно пуститься во все тяжкие.

Сапун первый задумал уходить из группы, да и мне повод привалил отменный: пригласили в «Аракс».— Евгений Маргулис

#### Второй период (1980—1982)
Романов устроился в группу «Аракс» автором песен, а в перспективе надеялся работать в филармонии. И тут ему позвонил Константин Никольский.
Появился новый состав — Никольский, Сапунов, Романов и барабанщик Михаил Шевяков.
Романов мечтал пробиться в филармонию, Никольский и Сапунов не собирались бросать обучение в музучилище. Когда появилась возможность профессиональной работы под началом менеджера Ованеса Мелик-Пашаева, это была уже совсем другая группа. К Мелик-Пашаеву и ушёл Романов. Тот заключил договор с областной филармонией. Осенью 1982-го умер Брежнев, все концерты группы были отменены, а «Воскресение № 2» перестало существовать.

### Участники «Воскресения» с 1982 по 1984

#### «Группа Мелик-Пашаева»
- Алексей Романов, вокал, гитара
- Вадим Голутвин, гитара
- Пётр Подгородецкий, клавишные
- Игорь Клёнов, бас-гитара
- Владимир Воронин, ударные

#### История группы
Весной 1982 года новый коллектив записал первый альбом. В записи участвовал также Павел Смеян и трубач Александр Чиненков. Альбом вышел странным. Старые романовские интонации переплетались с музыкой в стиле новая волна, что вызывало неоднозначную реакцию у поклонников. Осенью группа выехала на гастроли в Ленинград. Для Романова это были первые в жизни гастроли.
На Новый Год группа уехала в Ташкент, давать концерт в местном дворце спорта. В зале царил ажиотаж, всюду висели плакаты о русском роке. Мелик-Пашаев, умевший «вести дела», заключил договор с московской филармонией, хотя та люто ненавидела группу.
Дальше нужно было выходить на ЦТ и делать карьеру. Но непонятно было, куда мы движемся. Можно было усложнять музыку, делать её более красивой, более изощрённой, но непонятно было, куда мы движемся — Кузьмин в то время играл новую волну, и туда соваться вроде ни к чему, а «Круиз» играл хард-рок и это тоже забито... ( — Алексей Романов)
Затем последовали несколько концертов в театре «Эрмитаж», участие в телемосту с США, который был показан только американцам (советскому зрителю тогда его показывать почему-то не решились), а потом Романова арестовали.

#### Судебный процесс и распад группы
В августе 1983 Романов и его звукорежиссёр Александр Арутюнов были арестованы. Им инкриминировалась частная предпринимательская деятельность в виде выступлений с концертами. Следствие велось прокурором по фамилии Транина.
Остальные участники группы проконсультировались с известными юристами, в том числе с В. Альбрехтом, и по его совету, всячески отрицали, что получали деньги за выступления.
Получалось, что часть группы работала за деньги, а часть просто так, что было совершеннейшим идиотизмом. Но тем не менее, приказа сажать за идиотизм не поступало... (Илья Смирнов. Из книги «Время колокольчиков»)
У Романова конфисковали его гитару — красный «Fender» — и все деньги со сберкнижки. В мае дело было передано в суд на рассмотрение. Заседание проходило в городе Железнодорожный. Суд вынес приговор: Романову три с половиной года условно и конфискация имущества, Арутюнову — три года колонии.
Выступления группы продолжались до 1984 года, после чего, как писал Подгородецкий, «… нас просто прекратили приглашать на концерты».

### Разовые воссоединения
В 1989 году «Воскресению» исполнилось 10 лет. Прошёл юбилейный концерт в Лужниках с участием «СВ», «Зеркала мира» Никольского, Алексея Антонова, Владимира Кузьмина, а в конце Романов, Никольский, Сапунов и Шевяков сыграли вместе, как «Воскресение № 2».
В 1992 году «Воскресение» в составе: Романов, Никольский, Сапунов, Шевяков дало концерт в ДК Горбунова по случаю выпуска на виниле записи, датированной 1981 годом.

### Возрождение

#### Третий период
12 марта 1994 года «Воскресение № 3» дало первый концерт. Лидером явно был Никольский, остальные — Романов, Шевяков, Сапунов — подчинённые; на репетиции после этого концерта Никольский заявил, что группа никаких новых песен петь не будет и объявил, что его слово — определяющее в группе. К его удивлению, с ним никто не согласился. Тогда Никольский ушёл из группы. Через пару дней, Романов, недолго думая, позвонил Маргулису. 1 мая Романов, Сапунов, Маргулис и Шевяков вместе с группой «Круиз» выступили в Санкт-Петербурге. В мае в группу вернулся Алексей Макаревич. За исключением барабанщика, группа впервые за 14 лет собралась в оригинальном составе. Затем, в концертном зале «Россия» шумно было отпраздновано воссоединение.
В новом составе не было лидера, все были равны. Однако ассоциации Никольского с «Воскресением» не исчезли у организаторов концертов и широкой публики даже в 2010-х годах.

 Костя как пришёл со своими песнями, так с ними и ушёл. Для меня мало что изменилось. Мы с ним не так долго проиграли. Он, конечно, очень профессиональный человек, и это здорово. Но, мне кажется, важнее психологический климат. Когда не надо ни о чём разговаривать, ни о чём договариваться. Когда существует телепатическая связь внутри коллектива. Мне кажется, ему было очень трудно с нами. Он всегда был сам по себе. Когда мы были помоложе, все это как-то легче происходило. Сейчас из него уже вырос мэтр, слова ему поперек не скажи. Но вообще-то палец в рот лучше не класть никому.— Алексей Романов
Во второй половине 1994 года группа продолжает успешно выступать. Однако в конце года Алексей Макаревич покидает коллектив.
В 2000 году группа участвовала в фестивале «Максидром», в 2002 — «Крылья».
Вышли новые альбомы и были переизданы прежние — запись концерта 1994 года в «России» — «Мы вас любим», концертный акустический альбом «Живее всех живых» 1995-го, «Семь вещей» 1993-го, состоящий из семи песен репертуара романовского трио, из-за которых он с Китаевым и Казанцевым ушёл из «СВ», в 2001 году вышел альбом «Всё сначала», а в 2003 — альбом «Не торопясь», состоящий частично из забытых песен середины 80-х, частично из совершенно новых произведений. После премьеры альбома Евгений Маргулис, до того совмещавший «Воскресение» и «Машину времени», полностью отдался последней, ушёл и барабанщик Шевяков.

 Женя Маргулис из «Воскресения» уходил несколько раз, но не совсем, последний уход начался в 1999, в 2003 я сделал так, чтобы у него получилось. Отношения испорчены окончательно, но зато мы можем продолжать работать, что было проблематично с некоторых пор. Миша Шевяков не поверил, что мы будем греметь и дальше, занялся своей основной профессией — внешторгом.— Алексей Романов
Несмотря на это, с 1999 года существовала традиция: ежегодно группы проводили совместный концерт, собирая аншлаги в лучших залах столицы. Также в 2014 году, в честь 35-летия коллектива, группа выступила «ностальгическим составом»: Романов-Сапунов-Маргулис-Шевяков.

#### Четвёртый период
С осени 2003 года «Воскресение» выступает как трио: Алексей Романов, вокал, гитара; Андрей Сапунов, вокал, гитара, бас-гитара, ножная басовая клавиатура; Алексей Коробков, ударные, перкуссия.
В 2004 году состоялся концерт во МХАТе, на котором был презентован DVD «Научи меня жить», изданный Sploshnoff Music group. 25-летие группы отмечалось в Киеве, где помимо Алексея Романова, Андрея Сапунова и Алексея Коробкова, играли и пели Александр Кутиков и «Нюанс», «Сплин», «Братья Карамазовы». Песня «За туманом ничего не видно» исполнялась на украинском языке. Видео снимал канал «Интер». В Москве, на концерте во Дворце молодёжи, гостями были Андрей Макаревич, Александр Кутиков, Андрей Державин, Михаил Клягин.
В 2004 году музыканты снялись в клипе на песню «Мне говорили (Жизнь — это пятна)» для сериала «Не в деньгах счастье» (2005), аранжировка новая и отличается от альбома «Не торопясь».
В 2005 году «Воскресение» (Романов, Сапунов и Коробков) сыграли на 15-летии группы «Братья Карамазовы» (запись издана на CD «Юбилейный»).
Совместный концерт «Машины времени» и «Воскресения» прошёл 2 апреля 2006 года в Государственном Кремлёвском дворце. Музыканты представили программу «Музыка ручной работы», которая стала преемницей предыдущей — «50 на двоих». Сокращенная версия была показана Первым каналом. На сцене фигурировал круглый видеоэкран с изображением символа Инь и ян. Выступление явилось обычным сейшеном.
В 2008 году к группе присоединился басист Дмитрий Леонтьев. 28 июля в Москве на Поклонной горе прошёл рок-фестиваль в честь Дня крещения Руси, играли и пели «Воскресение», «Uma2rmaH», Петр Мамонов, «Братья Карамазовы», группа Алексея Белова и Ольга Кормухина.
30-летие Воскресение праздновало в ГЦКЗ «Россия» 24 сентября 2009 года, в сопровождении оркестра Государственной классической академии имени Маймонида. «К 30-летнему юбилею нужно было как-то выпендриться, сделать нечто эдакое, чего мы раньше не делали, поэтому пришла идея пригласить симфонический оркестр», — рассказал Алексей Романов. Все аранжировки для 42 инструментов оркестра были сделаны Александром Слизуновым. В качестве гостей выступили Андрей Макаревич и группа «Машина времени».
23 марта 2012 года «Машина времени» и «Воскресение» вместе сыграли в Crocus City Hall в Москве.
Юбилейный концерт с программой «От Воскресенья до Воскресения» состоялся 4 октября 2014 года в Crocus City Hall, концерт открывал «ностальгический состав» — Романов-Сапунов-Маргулис-Шевяков. На сцену вышли почти все участники за 35 лет существования коллектива, кроме Никольского и покойных Алексея Макаревича (умер в августе этого года) с Сергеем Кавагоэ, эмигрировавшим ещё в 80-х в Японию, позднее — в Канаду (умер в сентябре 2008-го). Пётр Подгородецкий был в качестве ведущего и клавишника, Евгений Маргулис вспомнил хиты группы «Шанхай», а Андрей Сапунов исполнил лучшие песни «Лотоса», «СВ»: Вадим Голутвин, Александр Чиненков, Юрий Китаев, Сергей Нефёдов и трио Романов-Сапунов-Кобзон также воссоединились специально для этого концерта.
По поводу инструментальной записи «Не верьте словам», на которую в 2013 году отыскался текст, Романов с Маргулисом решили что запишут вокал, если лейблы предложат переиздать ВГИКовскую сессию. «Для начала я бы попробовал наложить голоса на старую болванку. Стерильную современную версию соорудить несложно, но скучно», — прокомментировал Алексей.
В 2015 году вышла книга Андрея Бурлаки «„Воскресение“. Иллюстрированная история группы».
17 декабря 2015 года, в интервью «Российской газете», Романов высказал сомнение в том, что группа продолжит свою историю в прежнем формате. С начала 2016 года он гастролировал уже с другими музыкантами, входящими в «Трио Алексея Романова». Пресс-атташе «Воскресения» Антон Чернин заявил: «К этому давно и шло, и между Романовым, и Сапуновым произошло то же, что пелось и в классической песне этой группы „Дороги наши разошлись“». По мнению бывшего участника Евгения Маргулиса, «эта история уже исчерпала себя. Играя старый материал, нужно всё же и что-то новое делать. А они перестали совместно придумывать песни».
27 марта 2016 года, на концерте в Симферополе, произошел скандал, когда группу закидали яйцами зрители, возмущенные тем, что коллектив приехал в урезанном составе, а продолжительность сольного концерта группы составила 1 час 20 минут. Алексей Романов произнёс: «Наш товарищ Андрей Сапунов не поехал в ваш оккупированный Крым. Но Крым — ваш». Директор Владимир Сапунов ответил, что считает это провокацией: «Хоть мы и не хотели выносить сор из избы, Алексей, в конце концов, сказал: „Андрей считает вашу территорию оккупированной, но мы здесь, потому что мы другой позиции“». В 2022 году Романов вспоминал: «Андрей отказался ехать, у него к тому времени созрел сольный проект, и мы решили выступить без него. Помнится, 1 час 30 минут сыграли, но и час двадцать — нормальный хронометраж. Дело не в этом. Говорят, две пьяные тётки бузили в зале и бросали яйца в колонку, я не видел. Приём был очень тёплый, а наутро сообщили о неприятной статье в местной газете».
30 марта 2016 года Андрей Сапунов на личной странице в социальной сети Facebook объявил о своем уходе из группы.
28 июня 2016 года стало известно, что ушедшего Сапунова заменит клавишник Юрий Смоляков, ранее сотрудничавший с Вадимом Голутвиным, Василием Лавровым, группами «Адо» и «Старый приятель». Первый концерт с новым составом был намечен на 11 августа в московском зале «Stereo Hall». 13 февраля 2017 года группа стала участником программы «Соль». Издана книга Сергея Мирова о «Воскресении».
В августе 2017 года Дмитрия Леонтьева на бас-гитаре сменил Сергей Тимофеев. Алексей Романов подтвердил, что Тимофеев играет в основном составе.
6 мая 2018 года от рака скончался директор группы Владимир Сапунов. 13 декабря 2020 года от инфаркта умер бывший участник группы Андрей Сапунов.
В 2022 году группа отправилась в юбилейный тур, посвящённый 70-летию Алексея Романова, также был выпущен официальный клип на песню «По дороге в небеса».

## Состав

### Текущий состав

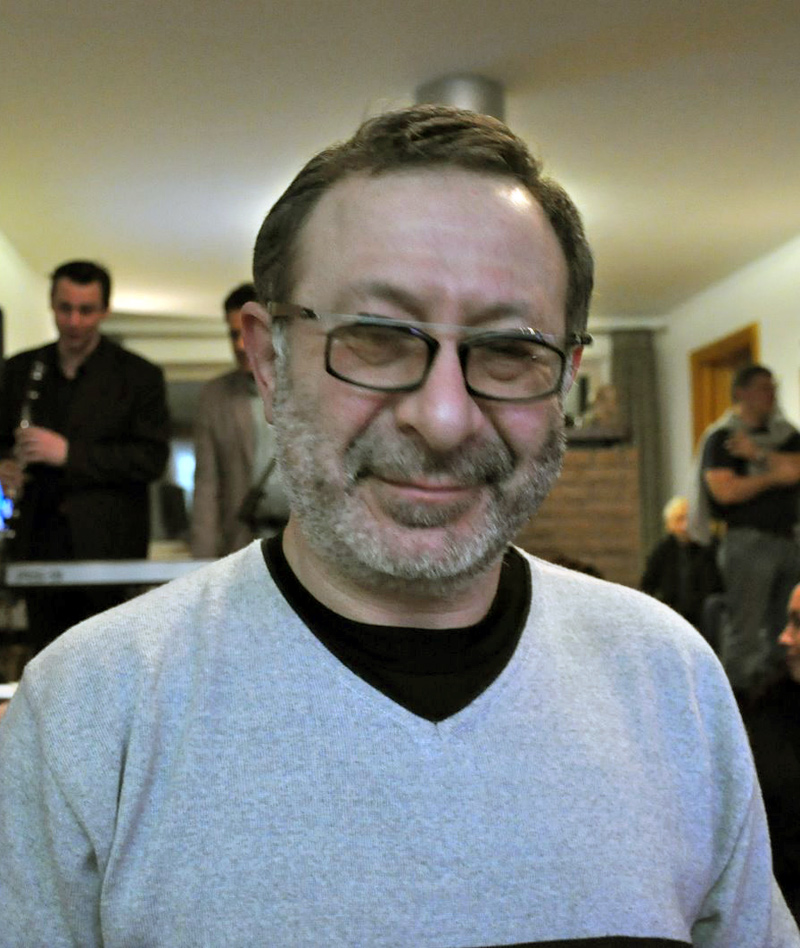
Евгений Маргулис

- Алексей Романов — вокал, гитара (1979—1982, 1994—наши дни)
- Алексей Коробков — ударные (2003—наши дни)
- Юрий Смоляков — клавишные, бэк-вокал (2016—наши дни)[48]
- Сергей Тимофеев — бас-гитара (2017—наши дни)

### Бывшие участники
- Андрей Сапунов — вокал, гитара, акустическая гитара, бас-гитара (1979—1982, 1994—2016, умер в 2020)
- Евгений Маргулис — вокал, бас-гитара, гитара (1979, 1980, 1994—2003)
- Алексей Макаревич — соло-гитара (1979—1980, 1994; умер в 2014)
- Сергей Кавагоэ — ударные, клавишные (1979—1980; умер в 2008)
- Сергей Кузьминок — труба (1980)
- Павел Смеян — саксофон (1980; умер в 2009)
- Алик Микоян — соло-гитара (1980)
- Константин Никольский — вокал, гитара (1980—1982, 1994)
- Михаил Шевяков — ударные (1980—1982, 1994—2003)
- Дмитрий Леонтьев — бас-гитара (2008—2017)

## Дискография

### Студийные альбомы
- 1979—1980 — Воскресение 1 (в 1993 году вышло ремастеринговое переиздание двойным диском, содержащее песни из альбома «79» и записи 80 года, он же «Кто виноват? / Воскресение 79—80». В 2002 году вышла ремастеринговая версия альбома «79».)
- 1981 — Воскресение 2 (в 1992 году вышло ремастеринговое переиздание)
- 2001 — Всё сначала (новые записи песен разных лет, в 2009 году вышло переиздание)
- 2003 — Не торопясь

### Песни, не вышедшие в студийных альбомах группы
- Вера, надежда, любовь
- Жизнь моя бумажная[49]
- Не верьте словам[50][51][52]

### Концертные альбомы
- 1994 — Концерт. ДК Мехтех (1982)
- 1995 — Мы вас любим — двойной, запись концерта в зале «Россия» 16 июня 1994 (в 2001 году вышло CD-переиздание, в 2013 году — 2 LP-переиздание[53])
- 1995 — Живее всех живых — запись концерта в зале «Promotion club» 28.03.95
- 1998 — Живая коллекция — запись с концерта на телевидении (в 2001 году вышло переиздание)
- 2000 — 50 на двоих — совместный концерт с группой Машина Времени (20 лет группе «Воскресение» и 30 лет «Машине Времени») в спорткомплексе «Олимпийском»
- 2003 — Не торопясь Live — концерт-премьера альбома «Не торопясь» в УСЗ «Дружба» 5 марта 2003 года (в 2014 году вышло 3 LP-переиздание[54])
- 2004 (6 февраля) - Концерт во МХАТе (концерт в Москве)
- 2005 — Посмотри, как я живу — концерт в ГЦКЗ «Россия» 20.09.2001, издан — студия «Союз»
- 2005 — Я привык бродить один — концерт в ГЦКЗ «Россия» 20.09.2001, издан — студия «Союз»
- 2023 — Юбилей с симфоническим оркестром — концерт в ГЦКЗ «Россия» 2009 года[55]

### Сборники
- 1995 — Радио 101 в прямом эфире (Live)
- 1996 — Легенды русского рока, «Воскресение», выпуск 1
- 1999 — Избранное 79-83 (D.L.Lota production)
- 2001 — Best (Vincent Company Records)
- 2001 — Золотые баллады (Vincent Company Records)
- 2001 — Золотые хиты (Vincent Company Records)
- 2002 — Крылья. Фестиваль русского рока 2002
- 2002 — Легенды русского рока, «Воскресение», выпуск 2
- 2003 — Звёздная серия
- 2003 — Союз 32
- 2003 — Шансон года 2003. Часть 2
- 2004 — Rock Линия
- 2004 — Антифабрика! Саншайн Реггей
- 2005 — Grand Collection
- 2006 — MP3 коллекция, Диск 1 (Мороз Рекордс)
- 2006 — MP3 коллекция, Диск 2 (Мороз Рекордс)
- 2006 — Москва златоглавая 15
- 2009 — Машинопись
- 2009 — Союз Gold. Воскресение. The Best
- 2010 — Лучшие песни
- 2013 — Легенды русского рока, «Воскресение», 2 LP[56]

## Фильмография
- 1997 — Живее всех живых (концерт в зале «Promotion club» 28.03.1995)
- 2001 — Воскресение. Мы вас любим (концерт в ГЦКЗ «Россия» 16.06.1994)
- 2001 — Живая коллекция. Воскресение
- 2003 — Фестиваль Авторадио «Дискотека 80-х»
- 2004 — Воскресение. Не торопясь. Live (Концерт-премьера альбома «Не торопясь», УСЗ «Дружба» — 5 марта 2003 года)
- 2004 — Воскресение. Трилогия. Научи меня жить
- 2004 — Машина времени + Воскресение. 50 лет на двоих. Юбилейный концерт в «Олимпийском». Части 1 и 2
- 2005 — Группа Стаса Намина Цветы Ностальгия по настоящему. Лучшие песни за 30 лет. Юбилейный концерт с участием гостей
- 2006 — Воскресение. Юбилейный концерт 25 лет
- 2006 — Машина времени + Воскресение. Музыка ручной работы
- 2007 — Воскресение: Очень, очень любим (концерт в ГЦКЗ «Россия» 16.06.1994)

## Кавер-версии
- В 1981 году группа «Аракс» исполняет песни «Снилось мне…», «Один взгляд назад» и «Когда поймёшь умом…», записи этих песен вышли на пластинке «Концерт 1981».
- В 1992 группа «Бригада С» в альбоме «Всё это рок-н-ролл» записывает песню «По дороге разочарований».
- В 1992 году группа «Лицей», руководимая Алексеем Макаревичем, выпускает альбом «Домашний арест», в который входит три песни «Воскресения» — «Снилось мне…», «Стать самим собой» (Лето) и «Хороший парень». Позже «Лицей» записывает песни «Радуюсь» и «Дороги наши разошлись…» (вошли в альбом «Небо» 1999 года).
- В 1992 году группа «Адо» сыграла «Есть у меня…» под названием «Лучшая песня» в альбоме «Золотые орехи».
- В 2004 году певица Лолита Милявская исполняет песню «Снилось мне…».
- В 2006 году Лариса Долина исполняет песню «Звон» Андрея Сапунова на стихи Александра Слизунова, также иногда исполняемую группой «Воскресение».